# Atsimo-Andrefana

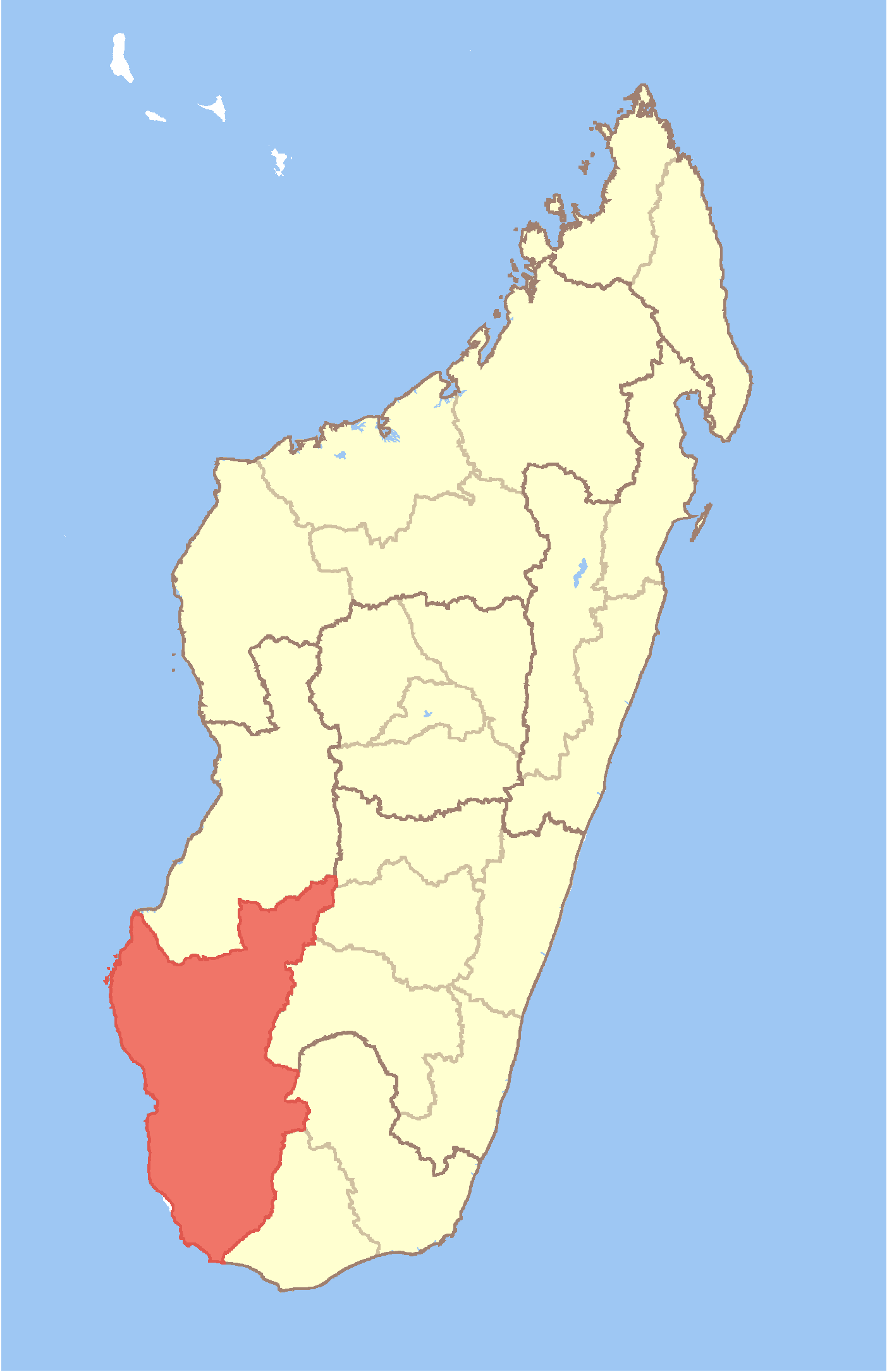
Localisação de la região d'Atsimo-Andrefana em Madagáscar.

Atsimo-Andrefana (em português: Sul-Oueste) é uma região de Madagáscar localizada na antiga província de Toliara. Sua capital é a cidade de Toliara.